# Solomon P. Ortiz

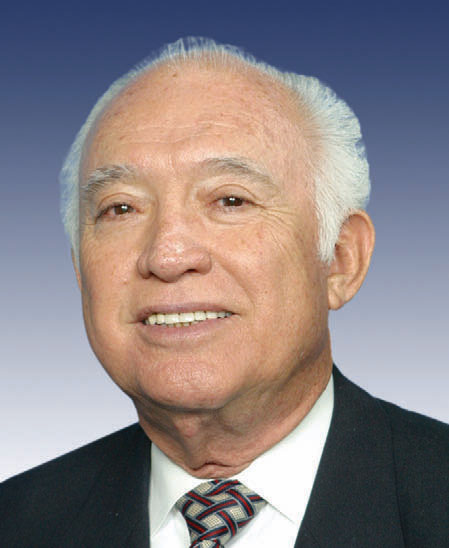
Solomon P. Ortiz

Solomon Porfirio Ortiz, född 3 juni 1937 i Robstown, Texas, är en amerikansk demokratisk politiker. Han representerade delstaten Texas 27:e distrikt i USA:s representanthus 1983-2011.
Ortiz gick i skola i Robstown High School i Robstown, Texas. Han tjänstgjorde i USA:s armé 1960-1962. Han studerade vid Del Mar College 1965-1967. Han var sheriff i Nueces County 1976-1982.
Ortiz blev invald i representanthuset i kongressvalet 1982. Han är emot abort under de flesta omständigheterna. I kongressvalet 2010 förlorade han, i ett mycket jämnt val, sin plats till republikanen Blake Farenthold.